# وسعت شب
وسعت شب (به انگلیسی: The Vast of Night) یک فیلم معمایی و علمی تخیلی آمریکایی محصول سال ۲۰۱۹ به کارگردانی اندرو پترسون با بازی سیرا مک‌کورمک و جیک هوروویتز است. ماجراهای این فیلم در دهه ۱۹۵۰ در نیومکزیکو اتفاق می‌افتد، جایی که فی کراکر (مک کورمیک)، یک اپراتور جوان دی‌جی رادیویی صدای مشکوکی را کشف می‌کند فرکانسی که می‌تواند منشأ فرازمینی داشته باشد.

## داستان
داستان فیلم در شهری کوچک، در جنوب آمریکای دهه پنجاه میلادی می‌گذرد. در شبی که تقریباً تمام شهر در سالن ورزشی دبیرستان شهر مشغول تماشای بازی بسکتبال هستند، یک متصدی تلفن و یک دی‌جی رادیو صدایی عجیب را از گیرنده‌های خود دریافت می‌کنند و همین موضوع آغازی بر جستجوی آنها برای یافتن منشأ این صدای (شاید) فرازمینی می‌شود.

## انتشار فیلم
این فیلم برای اولین بار در جشنواره فیلم ۲۰۱۹ به نمایش درآمد و در چندین جشنواره فیلم دیگر نیز به نمایش درآمد. آمازون استودیوز این فیلم را در سپتامبر ۲۰۱۹ خریداری کرد و پیش پرده آن در ۶ فوریه سال ۲۰۲۰ منتشر شد. این فیلم در سینما ماشین ملی در ۱۵ مه سال ۲۰۲۰ و در آمازون پرایم در تاریخ ۲۹ مه منتشر شد.

## بازخوردها
- در وب‌سایت جمع‌آوری نقد راتن تومیتوز، این فیلم بر اساس رای ۲۴۸ نقد، با میانگین امتیاز ۷٫۸ از ۱۰ دارای ۹۳ درصد تاییدیه است.[۶]
- در متاکریتیک بر اساس رای ۳۵ منتقد، میانگین وزنی نمره ۸۴ از ۱۰۰ را به فیلم اختصاص داد که نشان دهنده «تحسین جهانی» است.[۷]